# Чемпионат мира по борьбе 2007
Чемпионат мира по борьбе 2007 года проходил в столице Азербайджана Баку с 17 по 23 сентября. Соревнования, которые проводились в Спортивно-концертном комплексе имени Гейдара Алиева, были также частью квалификационного тура на Олимпиаду 2008 года в Пекине. Так, занявшие первые 8 мест во всех весовых категориях спортсмены получали путёвку на олимпийские игры. На этом чемпионате мира выступали 810 спортсменов из 92 стран, а за ходом чемпионата следило около 130 журналистов из более чем 25 стран.

## Церемония открытия

Спортивно-концертный комплекс имени Гейдара Алиева — место проведения чемпионата

На церемонии открытия чемпионата также присутствовали Президент Азербайджанской Республики и Национального Олимпийского Комитета Азербайджана Ильхам Алиев, президент Фонда имени Гейдара Алиева, посол доброй воли ЮНЕСКО и ИСЕСКО, депутат Милли Меджлиса Мехрибан Алиева.
Выступая на церемонии открытия, министр молодёжи и спорта Азербайджанской Республики Азад Рагимов и президент Федерации борьбы Азербайджана Фазиль Мамедов рассказали о международных спортивных соревнованиях, проводившихся в Азербайджане за последние 10 лет и о достижениях азербайджанских борцов на олимпийских играх.
Президент Международной федерации ассоциаций борьбы (FILA) Рафаель Мартинетти сказал, что этот чемпионат проводится в богатой своими традициями борьбы стране. Он также отметил работу, проведённую Президентом Азербайджана и НОК, Ильхамом Алиевым, Федерацией борьбы Азербайджана и рядом других государственных организаций, по организации чемпионата и роль этого соревнования в будущей карьере всех её участников. Затем Рафаель Мартинетти присудил Президенту Азербайджана Ильхаму Алиеву высшую награду FILA — медаль «Легенда спорта».

## Участники
На чемпионате участвовали представители 92 стран мира. В вольной борьбе приняли участие 299 спортсменов, в греко-римской — 313, а в женской — 198. Всего в чемпионате участвовали 810 атлетов.

Страны — участницы чемпионата

## Медальный зачёт
(Жирным выделено самое большое количество медалей в своей категории, принимающая страна также выделена)
| Место | Страна           | Золото | Серебро | Бронза | Всего |
| ----- | ---------------- | ------ | ------- | ------ | ----- |
| 1     | Россия           | 7      | 1       | 5      | 13    |
| 2     | Япония           | 4      | 1       | 0      | 5     |
| 3     | Болгария         | 2      | 1       | 1      | 4     |
| 4     | Грузия           | 2      | 0       | 2      | 4     |
| 5     | Куба             | 1      | 2       | 2      | 5     |
| 6     | Иран             | 1      | 1       | 3      | 5     |
| 7     | Франция          | 1      | 1       | 2      | 4     |
| 8     | Китай            | 1      | 1       | 1      | 3     |
| 9     | Азербайджан      | 1      | 0       | 1      | 2     |
| 10    | Турция           | 1      | 0       | 0      | 1     |
| 11    | США              | 0      | 2       | 5      | 7     |
| 12    | Украина          | 0      | 2       | 2      | 4     |
| 13    | Казахстан        | 0      | 1       | 2      | 3     |
| 14    | Канада           | 0      | 1       | 1      | 2     |
| 14    | Литва            | 0      | 1       | 1      | 2     |
| 14    | Монголия         | 0      | 1       | 1      | 2     |
| 14    | Республика Корея | 0      | 1       | 1      | 2     |
| 18    | Дания            | 0      | 1       | 0      | 1     |
| 18    | Германия         | 0      | 1       | 0      | 1     |
| 18    | Швеция           | 0      | 1       | 0      | 1     |
| 18    | Таджикистан      | 0      | 1       | 0      | 1     |
| 22    | Узбекистан       | 0      | 0       | 3      | 3     |
| 23    | Албания          | 0      | 0       | 1      | 1     |
| 23    | Армения          | 0      | 0       | 1      | 1     |
| 23    | Беларусь         | 0      | 0       | 1      | 1     |
| 23    | Чехия            | 0      | 0       | 1      | 1     |
| 23    | Кыргызстан       | 0      | 0       | 1      | 1     |
| 23    | Польша           | 0      | 0       | 1      | 1     |
| 23    | Румыния          | 0      | 0       | 1      | 1     |
| 23    | Сербия           | 0      | 0       | 1      | 1     |
| 23    | Венесуэла        | 0      | 0       | 1      | 1     |
| Всего | Всего            | 21     | 21      | 42     | 84    |

## Рейтинг команд
| Место | Вольная борьба | Вольная борьба | Греко-римская борьба | Греко-римская борьба | Женщины   | Женщины |
| Место | Страна         | Очки           | Страна               | Очки                 | Страна    | Очки    |
| ----- | -------------- | -------------- | -------------------- | -------------------- | --------- | ------- |
| 1     | Россия         | 68             | США                  | 31                   | Япония    | 52      |
| 2     | Турция         | 40             | Россия               | 30                   | Казахстан | 39      |
| 3     | Куба           | 34             | Грузия               | 28                   | Украина   | 39      |
| 4     | США            | 32             | Иран                 | 26                   | Китай     | 36      |
| 5     | Узбекистан     | 31             | Республика Корея     | 24                   | США       | 32      |
| 6     | Украина        | 28             | Франция              | 23                   | Канада    | 31      |
| 7     | Иран           | 19             | Казахстан            | 21                   | Россия    | 31      |
| 8     | Кыргызстан     | 14             | Венгрия              | 19                   | Франция   | 26      |
| 9     | Болгария       | 12             | Болгария             | 18                   | Германия  | 16      |
| 10    | Монголия       | 12             | Литва                | 17                   | Швеция    | 16      |

## Результаты соревнований

Фарид Мансуров (в синем) и Стив Гено в финале. Весовая категория до 66 кг.

В греко-римской борьбе команда США заняла первое, России — второе, а Грузии — третье. Команда Азербайджана, набрав 11 очков, заняла 16 место. Иранский борец Хамид Сарыян стал трёхкратным, а кубинец Мижаин Лопез — двукратным чемпионом мира.
В вольной борьбе первое место заняла набравшая 68 очков команда России, второе — команда Турции с 40 очками, а третье — Кубы (34 очка). Команда Азербайджана с 12 очками заняла 9 место. А российский борец Хаджимурат Гацалов стал трёхкратным чемпионом мира. Кроме весовой категории до 66 кг, где победителем стал турок Рамзан Шахин, во всех остальных категориях победу одержали борцы из России.
В женской борьбе первое место заняла команда Японии, второе — Казахстана, третье — Украины. Азербайджанская команда заняла 11 место. Кроме того, японские спортсменки Саори Ёсида и Каори Итё стали пятикратными чемпионками мира.
Команда хозяев чемпионата взяла 2 медали, одну золотую (Фарид Мансуров) и одну бронзовую (Чамсулвара Чамсулвараев), причём взявший золото Фарид Мансуров стал первым борцом греко-римского стиля из независимого Азербайджана, взявший золото на чемпионатах мира. Остальные 3 лицензии на Олимпиаду 2008 для Азербайджана взяли Мария Стадник, Юлия Раткевич и Олеся Замула
За организацию чемпионата на высоком уровне и за заслуги перед развитием борьбы вице-президент Национального олимпийского комитета Азербайджана Хазар Исаев, Президент Федерации борьбы Азербайджана Фазиль Мамедов и вице-президент федерации Намиг Алиев были награждены высшей наградой FILA.

### Вольная борьба (мужчины)
| Категория | Золото             | Серебро                | Бронза                               |
| --------- | ------------------ | ---------------------- | ------------------------------------ |
| до 55 кг  | Бесик Кудухов      | Баяраагийн Наранбаатар | Ризван Гаджиев Анди Морено           |
| до 60 кг  | Мавлет Батиров     | Анатолий Гуйдя         | Базар Базаргуруев Сахит Призрени     |
| до 66 кг  | Рамазан Шахин      | Хеандри Гарсон         | Ирбек Фарниев Отар Тушишвили         |
| до 74 кг  | Махач Муртазалиев  | Ибрагим Алдатов        | Иван Фундора Чамсулвара Чамсулвараев |
| до 84 кг  | Георгий Кетоев     | Юсуп Абдусаломов       | Реза Яздани Заурбек Сохиев           |
| до 96 кг  | Хаджимурат Гацалов | Саид Эбрахими          | Курбан Курбанов Даниэл Кормье        |
| до 120 кг | Билял Махов        | Алексис Родригес       | Артур Таймазов Вадим Тасоев          |

### Греко-римская борьба
| Категория | Золото          | Серебро            | Бронза                            |
| --------- | --------------- | ------------------ | --------------------------------- |
| до 55 кг  | Хамид Сориан    | Пак Ынчхоль        | Кристиан Фрис Назир Манкиев       |
| до 60 кг  | Давид Бединадзе | Макото Сасамото    | Чон Джихён Эусебио Диакону        |
| до 66 кг  | Фарид Мансуров  | Стив Гено          | Николай Гергов Джастин Лестер     |
| до 74 кг  | Явор Янакиев    | Марк Мадсен        | Кристоф Гено Валдемарас Венкаитис |
| до 84 кг  | Алексей Мишин   | Брад Веринг        | Бадри Хасая Саман Тахмасеби       |
| до 96 кг  | Рамаз Нозадзе   | Миндаугас Эжерскис | Марек Швец Гасем Резаи            |
| до 120 кг | Михайн Лопес    | Хасан Бароев       | Дремил Бйерс Юрий Патрикеев       |

### Вольная борьба (женщины)
| Категория | Золото          | Серебро          | Бронза                            |
| --------- | --------------- | ---------------- | --------------------------------- |
| до 48 кг  | Тихару Итё      | Ирина Мерлени    | Ли Сяомэй Маелис Карипа           |
| до 51 кг  | Хитоми Сакамото | Жэнь Сюэчэн      | Энн Катрин Делунч Эрика Шарп      |
| до 55 кг  | Саори Ёсида     | Ида-Терес Нерелл | Наталья Гольц Ольга Смирнова      |
| до 59 кг  | Одри Прито      | Стефани Грос     | Доржиин Нармандах Наталья Синишин |
| до 63 кг  | Каори Итё       | Елена Шалыгина   | Моника Рогьен Сара Макмэнн        |
| до 67 кг  | Цзин Жуйсюэ     | Мартина Дюгренье | Катрин Даунинг Наталья Куксина    |
| до 72 кг  | Станка Златева  | Кристи Марано    | Гюзель Манюрова Ольга Жанибекова  |